# Indústries Waldes
Les Indústries Waldes són un conjunt industrial del Poblenou de Barcelona, catalogat com a Bé Cultural d'Interès Local.

## Descripció
Ocupen un terç de l'illa delimitada pels carrers Ramon Turró, Badajoz i Àvila. L'antiga fàbrica de tractaments metal·lúrgics, actualment en funcionament, és un edifici fabril entre mitgeres formant façana als límits de carrer i creant uns patis al darrere. Té una composició simètrica i està formada per tres parts diferenciades per la seva alçada i funció; la part central de planta baixa més tres pisos, destinada a les oficines, i dues ales laterals d'una sola planta que alberguen la part productiva. Aquestes naus laterals presenten una interessant estructura amb pilars i jàsseres corbes de gelosia en acer laminat.
La façana del cos central queda definida per una sèrie de franges verticals que alternen l'obra vista, panys encoixinats i pilastres de pedra artificial, així com elements decoratius de ceràmica vidriada de color verd. Aquest cos central disposa de l'accés principal i organitza la resta de l'edifici.
En les façanes de les ales laterals es repeteix la mateixa composició però sense les pilastres. En canvi presenten unes obertures horitzontals separades per pilars que li donen una component vertical. Aquests pilars són d'obra vista amb capitells petris. Aquests cossos contrasten amb el cos principal per la seva component horitzontal equilibrat amb el ritme d'obertures horitzontals.
Artísticament destaquen els capitells de pedra artificial amb un escut rodejat d'elements florals noucentistes.
La teulada manté un criteri diferenciat segons cada part; el cos central té coberta plana mentre que en alguns dels cossos laterals de producció disposen d'una coberta de dent de serra amb il·luminació zenital.